# Szale
Szale (arab: سلا , nyugati átírással Salé) város Marokkóban, az Atlanti-óceán partján, Rabat egyik elővárosa. A Bou Regreg folyó torkolatának északi végében fekszik, amely elválasztja Rabattól.

## Történelem
Alapítása a régmúltba vész. A monda szerint Noé egyik fia alapította. A város arab neve Sla, ami kétségtelenül a föníciaiak által alapított Sala névből származik. Később a rómaiak is ezen a néven működtettek a közelben egy kolóniát. Az ókori római kikötő helyén alapított későbbi város jelentős kereskedelmi központ volt a középkortól kezdve. A 13–16. században tengeri kereskedelme folytán a virágkorát élte. A 17. században a berber kalózok földje volt. Rabat és Salé a 18–19. század folyamán összeolvadt, és ma már közlekedés, közigazgatás és egyéb vonatkozásban szoros egységet alkotnak.

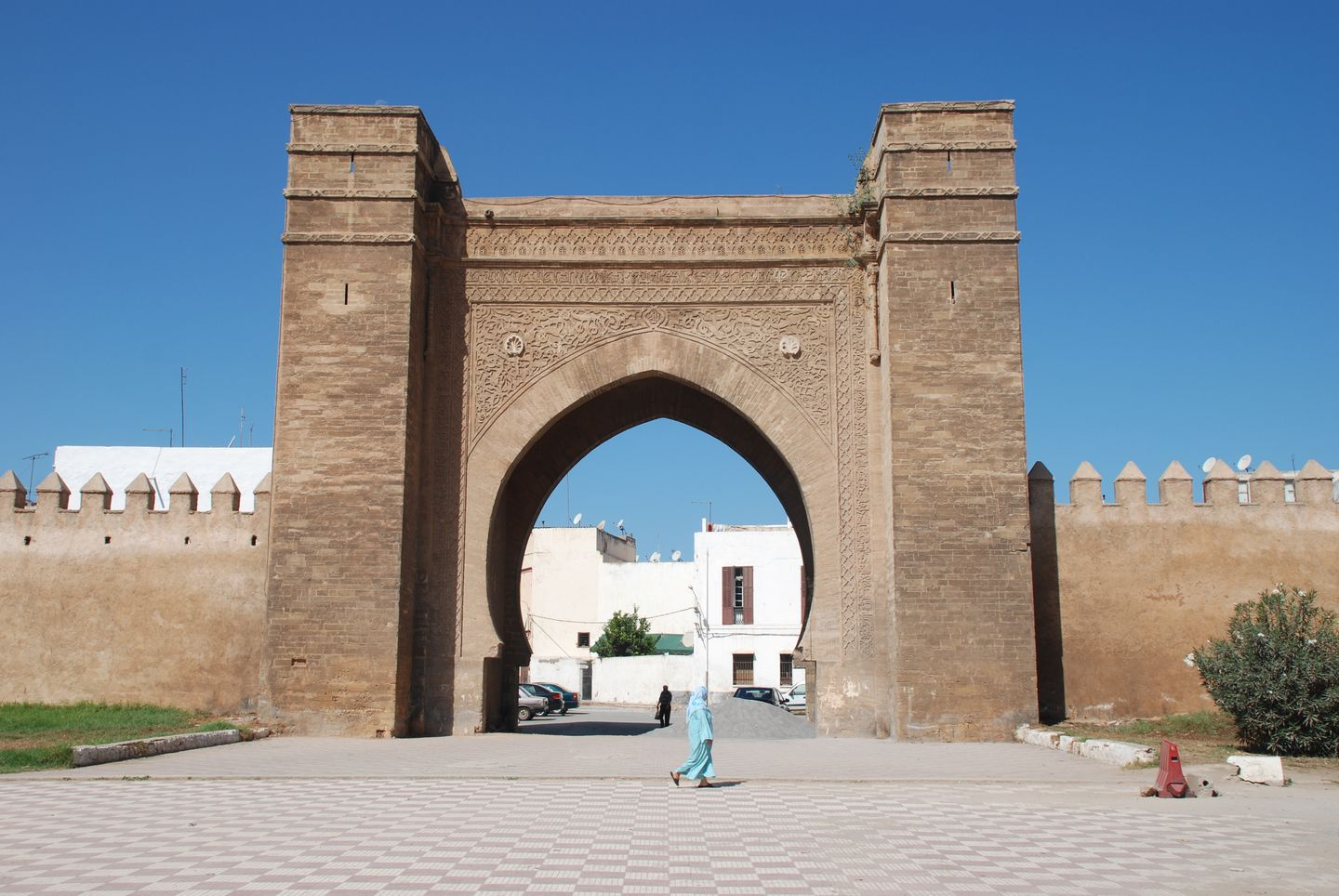
Bab-Mrisza kapu

## Látnivalók
- a 11. századi Nagy-Mecset,
- a Báb Mrisza-kapu
- a 13–14. századi marokkói építészet számos emléke

## Fordítás
Ez a szócikk részben vagy egészben  a   Salé című angol Wikipédia-szócikk fordításán alapul.  Az eredeti cikk szerkesztőit annak laptörténete sorolja fel. Ez a jelzés csupán a megfogalmazás eredetét és a szerzői jogokat jelzi, nem szolgál a cikkben szereplő információk forrásmegjelöléseként.